# Dubai Tennis Championships 2013 - Qualificazioni singolare femminile
Le qualificazioni del singolare femminile del Dubai Tennis Championships 2013 sono state un torneo di tennis preliminare per accedere alla fase finale della manifestazione. I vincitori dell'ultimo turno sono entrati di diritto nel tabellone principale. In caso di ritiro di uno o più giocatori aventi diritto a questi sono subentrati i lucky loser, ossia i giocatori che hanno perso nell'ultimo turno ma che avevano una classifica più alta rispetto agli altri partecipanti che avevano comunque perso nel turno finale.

## Teste di serie
1. Tamira Paszek (ritirata, per influenza)
2. Carla Suárez Navarro (ultimo turno, Lucky Loser)
3. Elena Vesnina (ritirata, secondo turno)
4. Urszula Radwańska (qualificata)

1. Cvetana Pironkova (primo turno)
2. Christina McHale (secondo turno)
3. Zheng Jie (qualificata)
4. Simona Halep (ritirata, secondo turno)

### Qualificate
1. Svetlana Kuznecova
2. Daniela Hantuchová

1. Zheng Jie
2. Urszula Radwańska

### Lucky Loser
1. Carla Suárez Navarro

## Tabellone qualificazioni

### Legenda
| - Q = Qualificato - WC = Wild card - LL = Lucky loser | - ALT = Alternate - SE = Special Exempt - PR = Protected Ranking | - w/o = Walkover - r = Ritirato - d = Squalificato |

### Sezione 1
|  | Primo turno      | Primo turno             | Primo turno             | Primo turno | Primo turno |  |  | Secondo turno           | Secondo turno           | Secondo turno      | Secondo turno           | Secondo turno |   |   | Ultimo turno | Ultimo turno       | Ultimo turno | Ultimo turno | Ultimo turno |  |
|  |                  |                         |                         |             |             |  |  |                         |                         |                    |                         |               |   |   |              |                    |              |              |              |  |
|  | Alt              | Marta Domachowska       | Marta Domachowska       | 1           | 0           |  |  |                         |                         |                    |                         |               |   |   |              |                    |              |              |              |  |
|  | WC               | Svetlana Kuznecova      | Svetlana Kuznecova      | 6           | 6           |  |  | WC                      | Svetlana Kuznecova      | Svetlana Kuznecova | 6                       | 6             |   |   |              |                    |              |              |              |  |
|  | Misaki Doi       | Misaki Doi              | Misaki Doi              | 3           | 5           |  |  |                         | Dar'ja Gavrilova        | Dar'ja Gavrilova   | 2                       | 2             |   |   |              |                    |              |              |              |  |
|  | Dar'ja Gavrilova | Dar'ja Gavrilova        | Dar'ja Gavrilova        | 6           | 7           |  |  |                         |                         |                    |                         |               |   |   | WC           | Svetlana Kuznecova | 6            | 4            | 6            |  |
|  | Çağla Büyükakçay | Çağla Büyükakçay        | Çağla Büyükakçay        | 2           | 5           |  |  |                         |                         |                    | Anabel Medina Garrigues | 2             | 6 | 1 |              |                    |              |              |              |  |
|  | Zhang Shuai      | Zhang Shuai             | Zhang Shuai             | 6           | 7           |  |  | Zhang Shuai             | Zhang Shuai             | 5                  | 6                       | 2             |   |   |              |                    |              |              |              |  |
|  |                  | Anabel Medina Garrigues | Anabel Medina Garrigues | 6           | 6           |  |  | Anabel Medina Garrigues | Anabel Medina Garrigues | 7                  | 3                       | 6             |   |   |              |                    |              |              |              |  |
|  | 5                | Cvetana Pironkova       | Cvetana Pironkova       | 4           | 2           |  |  |                         |                         |                    |                         |               |   |   |              |                    |              |              |              |  |

### Sezione 2
|  | Primo turno        | Primo turno          | Primo turno          | Primo turno | Primo turno |  |  | Secondo turno | Secondo turno        | Secondo turno        | Secondo turno      | Secondo turno      |   |   | Ultimo turno | Ultimo turno         | Ultimo turno         | Ultimo turno | Ultimo turno |  |
|  |                    |                      |                      |             |             |  |  |               |                      |                      |                    |                    |   |   |              |                      |                      |              |              |  |
|  | 2                  | Carla Suárez Navarro | Carla Suárez Navarro | 6           | 6           |  |  |               |                      |                      |                    |                    |   |   |              |                      |                      |              |              |  |
|  |                    | Ol'ga Govorcova      | Ol'ga Govorcova      | 3           | 1           |  |  | 2             | Carla Suárez Navarro | Carla Suárez Navarro | 6                  | 6                  |   |   |              |                      |                      |              |              |  |
|  | WC                 | Fatma Al-Nabhani     | Fatma Al-Nabhani     | 2           | 3           |  |  |               | Olivia Rogowska      | Olivia Rogowska      | 0                  | 2                  |   |   |              |                      |                      |              |              |  |
|  |                    | Olivia Rogowska      | Olivia Rogowska      | 6           | 6           |  |  |               |                      |                      |                    |                    |   |   | 2            | Carla Suárez Navarro | Carla Suárez Navarro | 2            | 2            |  |
|  | Daniela Hantuchová | Daniela Hantuchová   | 3                    | 6           | 6           |  |  |               |                      |                      | Daniela Hantuchová | Daniela Hantuchová | 6 | 6 |              |                      |                      |              |              |  |
|  | Karolína Plíšková  | Karolína Plíšková    | 6                    | 2           | 4           |  |  |               | Daniela Hantuchová   | Daniela Hantuchová   | Daniela Hantuchová | w/o                |   |   |              |                      |                      |              |              |  |
|  |                    | Eléni Daniilídou     | 2                    | 6           | 2           |  |  | 8             | Simona Halep         | Simona Halep         | Simona Halep       |                    |   |   |              |                      |                      |              |              |  |
|  | 8                  | Simona Halep         | 6                    | 4           | 6           |  |  |               |                      |                      |                    |                    |   |   |              |                      |                      |              |              |  |

### Sezione 3
|  | Primo turno   | Primo turno           | Primo turno           | Primo turno | Primo turno |  |  | Secondo turno | Secondo turno     | Secondo turno     | Secondo turno | Secondo turno |   |   | Ultimo turno | Ultimo turno      | Ultimo turno | Ultimo turno | Ultimo turno |  |
|  |               |                       |                       |             |             |  |  |               |                   |                   |               |               |   |   |              |                   |              |              |              |  |
|  | 3             | Elena Vesnina         | Elena Vesnina         | 7           | 6           |  |  |               |                   |                   |               |               |   |   |              |                   |              |              |              |  |
|  |               | Bethanie Mattek-Sands | Bethanie Mattek-Sands | 5           | 3           |  |  | 3             | Elena Vesnina     | Elena Vesnina     | 5             | 1r            |   |   |              |                   |              |              |              |  |
|  | WC            | Ekaterina Byčkova     | 6                     | 3           | 6           |  |  | WC            | Ekaterina Byčkova | Ekaterina Byčkova | 7             | 3             |   |   |              |                   |              |              |              |  |
|  |               | Anastasija Rodionova  | 4                     | 6           | 3           |  |  |               |                   |                   |               |               |   |   | WC           | Ekaterina Byčkova | 1            | 6            | 5            |  |
|  | Ayumi Morita  | Ayumi Morita          | Ayumi Morita          | 6           | 6           |  |  |               |                   | 7                 | Zheng Jie     | 6             | 2 | 7 |              |                   |              |              |              |  |
|  | Vera Duševina | Vera Duševina         | Vera Duševina         | 3           | 2           |  |  |               | Ayumi Morita      | 6                 | 1             | 0r            |   |   |              |                   |              |              |              |  |
|  |               | Kathrin Wörle         | Kathrin Wörle         | 2           | 1           |  |  | 7             | Zheng Jie         | 1                 | 6             | 2             |   |   |              |                   |              |              |              |  |
|  | 7             | Zheng Jie             | Zheng Jie             | 6           | 6           |  |  |               |                   |                   |               |               |   |   |              |                   |              |              |              |  |

### Sezione 4
|  | Primo turno         | Primo turno         | Primo turno         | Primo turno | Primo turno |  |  | Secondo turno | Secondo turno      | Secondo turno      | Secondo turno | Secondo turno |   |   | Ultimo turno | Ultimo turno      | Ultimo turno      | Ultimo turno | Ultimo turno |  |
|  |                     |                     |                     |             |             |  |  |               |                    |                    |               |               |   |   |              |                   |                   |              |              |  |
|  | 4                   | Urszula Radwańska   | 6                   | 4           | 6           |  |  |               |                    |                    |               |               |   |   |              |                   |                   |              |              |  |
|  |                     | Julija Bejhel'zymer | 2                   | 6           | 3           |  |  | 4             | Urszula Radwańska  | Urszula Radwańska  | 7             | 6             |   |   |              |                   |                   |              |              |  |
|  | Maria Elena Camerin | Maria Elena Camerin | Maria Elena Camerin | 3           | 0           |  |  |               | Akgul Amanmuradova | Akgul Amanmuradova | 5             | 3             |   |   |              |                   |                   |              |              |  |
|  | Akgul Amanmuradova  | Akgul Amanmuradova  | Akgul Amanmuradova  | 6           | 6           |  |  |               |                    |                    |               |               |   |   | 4            | Urszula Radwańska | Urszula Radwańska | 6            | 6            |  |
|  | Kurumi Nara         | Kurumi Nara         | 4                   | 6           | 6           |  |  |               |                    |                    | Kurumi Nara   | Kurumi Nara   | 3 | 3 |              |                   |                   |              |              |  |
|  | Kristýna Plíšková   | Kristýna Plíšková   | 6                   | 1           | 1           |  |  |               | Kurumi Nara        | 6                  | 2             | 6             |   |   |              |                   |                   |              |              |  |
|  |                     | Chang Kai-chen      | 0                   | 6           | 4           |  |  | 6             | Christina McHale   | 4                  | 6             | 3             |   |   |              |                   |                   |              |              |  |
|  | 6                   | Christina McHale    | 6                   | 2           | 6           |  |  |               |                    |                    |               |               |   |   |              |                   |                   |              |              |  |